# Konungarnas dal

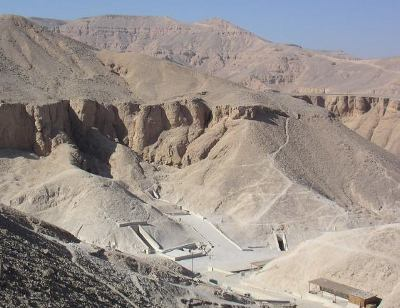
Konungarnas dal, Luxor

Konungarnas dal, på arabiska Wadi el-Muluk (وادي الملوك) är en dalgång i södra Egypten, på västra sidan av Nilen nära den nuvarande staden Luxor och det forntida Thebe. Där byggdes gravar för faraonerna under Nya riket, tiden för 18:e till 20:e dynastierna. Dalen är delad i en östra och en västra del, och de viktigaste gravarna finns i den östra. I den västra finns för närvarande endast en grav som är öppen för allmänheten – Tutankhamons efterträdare Ays grav.
Dalen användes från ca 1539 f.Kr. till ca 1075 f.Kr. och innehåller hittills upptäckta omkring 60 gravar. Den äldsta är Totmes I (Thutmosis I) och den sista är sannolikt Ramses XI.
I Konungarnas dal finns också gravar för favoriter inom den egyptiska noblessen och deras hustrur och barn men också ett antal av faraonernas hustrur. Drottningarnas dal påbörjades ungefär vid tiden för Ramses I. Även efter detta hände det att drottningarna begravdes tillsammans med sina män.
Konungarnas dal ingår i världsarvet Forntida Thebe, vilket upptogs på Unescos världsarvslista 1979.

## Geologiska problem
Kvalitén på klippan i dalgången är av mycket skiftande karaktär. Man byggde gravarna genom att arbeta sig genom olika lager av sandsten, som var av varierande konsistens. Detta ställer till med stora problem för nutidens arkeologer liksom det måste ha gjort för de ursprungliga arkitekterna, som säkert under arbetets gång fick ändra sina planer av detta skäl. De största problemen förorsakar lerskiffer, som vid kontakt med vatten utvidgar sig och det har raserat ett stort antal gravar huvudsakligen i samband med översvämningar.

## Gravplundrare
Nästan alla gravar har plundrats däribland också Tutankhamons där förhållandevis få föremål har förts bort. Tutankhamon var av tämligen liten betydelse och andra kungar hade säkerligen betydligt större skatter i sina gravar.
Dalen var omgiven av branta klippor och starkt bevakad. 1090 f.Kr. – Hyenans år – inträffade en total kollaps av Egyptens ekonomi, vilket ledde till en kraftig ökning av gravplundringen, eftersom bristen på medel medverkade till en försämring av bevakningen. Vissa av dessa plundringar beskrivs bl.a. i Abbott-payrusen, Amherst-papyrusen och Mayer papyri. Av detta skäl kom dalen inte längre att användas för gravändamål.
Dalgången tycks också ha blivit utsatt för en plundring från statens sida i samband med något som liknar ett inbördeskrig, som började under Ramses X:s regeringstid. Ett stort antal gravar öppnades, alla värdesaker fördes bort, och mumierna samlades ihop och placerades i två stora gömställen. Det ena vid Deir el-Bahri innehöll inte mindre än 40 kungliga mumier och deras kistor, och det andra som också var Amenhotep IIs grav innehöll ytterligare 16.

## Arkeologi
Den första riktigt stora upptäckten av modern arkeologi var när den brittiske egyptologen Howard Carter 4 november 1922 fann Tutankhamons grav. Han övervakade utgrävningen och konserveringen av den förhållandevis intakta graven och dess innehåll fram till 1932.
Ett antal av deltagarna i arbetet med graven ådrog sig lokala allvarliga virussjukdomar (i några fall med dödlig utgång). Det torde ha varit genom smittade födoämnen och framför allt insekter man ådragit sig viruset. Angående ”Faraonernas förbannelse”, som uppblåstes av pressen i samband med varje dödsfall har det vid statistiska jämförelser visat sig, att ingen som helst anmärkningsvärd avvikelse från normala följder kan iakttas.

## Kuriosa
- Även husdjur begravdes i området. Balsamerade katter har påträffats i bland annat tre särskilda djurgravar.
- Den största graven, byggd för Ramses IIs söner, innehåller inte mindre än 67 gravkamrar.
- Den senast utgrävda kammaren i Konungarnas dal var KV63 som hittades 2005.